# Arga-Sala
Die Arga-Sala (russisch Арга-Сала; jakutisch Арҕаа Салаа, Arghaa Salaa) ist ein 503 km langer linker Nebenfluss des Olenjok in der Region Krasnojarsk und der Republik Sacha (Jakutien) in Russland.
Die Arga-Sala entsteht im Mittelsibirischen Bergland, im Norden des früheren Autonomen Kreises der Ewenken gut 450 km Luftlinie nordnordöstlich von dessen Zentrum Tura, aus den Quellflüssen Prawaja Arga-Sala (Rechte Arga-Sala, Länge 51 km) und Lewaja Arga-Sala (Linke Arga-Sala, 47 km), die wiederum aus einem 13 km langen namenlosen Wasserlauf und der 17 km langen Tschopkokta entsteht. Die Quellflüsse entspringen in Höhen zwischen 350 und 500 m. Die Arga-Sala durchfließt das Mittelsibirische Bergland in weiten Bögen mäandrierend in überwiegend östlicher Richtung. Das relativ enge Tal durchquert das Verbreitungsgebiet des Sibirischen Trapps und ist daher vielerorts felsig und reich an Stromschnellen. Sie mündet schließlich flussaufwärts und gut 10 km in südwestlicher Richtung von Dorf Olenjok entfernt in den Olenjok.
Das Einzugsgebiet des Flusses umfasst 47.700 km². Die bedeutendsten Nebenflüsse sind von links Kukussunda (Länge 270 km), Kjuenechekjan (auch Kjujonelekeen 205 km) und Kengede (auch Kende; 241 km) sowie von rechts der Kjuenelikjan (auch Kjujonelikeen, 94 km).
Die Arga-Sala durchfließt ein sehr dünn besiedeltes Gebiet ohne jegliche Infrastruktur. Am Fluss gibt es keine Ortschaften.